# Hallwil
Hallwil is een gemeente en plaats in het Zwitserse kanton Aargau en maakt deel uit van het district Lenzburg.
Hallwil telt 784 inwoners.